# Ізраїль Кліглер
Ізраїль Яков Кліглер (24 квітня 1888 чи 26 квітня 1889, Копичинці, Австро-Угорщина — 23 вересня 1944) — лікар, мікробіолог і протистолог. Відомий дослідженнями в галузі боротьби з малярією. Домігся винищення малярії на території Підмандатної Палестини наприкінці 1920-х років.
Був третьою дитиною в родині Аарона Кліглера та його дружини Фруми. Мав ще двох старших сестер та кілька молодших братів та сестер. Мати померла 1894 року, і батько одружився вдруге на Сарі. Аарон з двома старшими доньками переїхав до США 1900 року, а роком пізніше за ним емігрувала й Сара з Ізраїлем та іншими дітьми. Вони дісталися Нью-Йорка на лайнері Vaderland 3 вересня 1901 року.
Ізраїль навчався в публічних школах Нью-Йорка, а надалі вступив до Сіті Коледж у Міському університеті Нью-Йорка. У 1911 році він здобув ступінь бакалавра (англ. BSc) з відзнакою. Ізраїль поступив на посаду асистента у відділ охорони здоров'я Американського музею природознавства. У 1915 році захистив дисертацію доктора філософії з бактеріології, патології та біохімії в Колумбійському університеті на тему бактерій ротової порожнини, зокрема тих, що викликають карієс. У 1916 році кілька місяців працював у відділі бактеріології Медичної школи Північно-Західного університету в Чикаго. З серпня 1916 до 1920 року працював у Рокфеллерському інституті медичних досліджень. За дорученням Рокфеллерського інституту він досліджував мікрофлору ґрунту та кишкові інфекції. У 1918 році його призвали до американської армії, де він був інструктором з бактеріології у військовій частині, а після закінчення Першої світової війни був спрямований до Мексики та Перу в складі Комісії з жовтої гарячки, де був заступником епідеміолога Хидея Ногучі.
У січні 1921 року він переїхав до Палестини.
Похований у кібуці Легавот Габашан.